# Kanton Lattes
Kanton Lattes (francouzsky Canton de Lattes) je francouzský kanton v departementu Hérault v regionu Languedoc-Roussillon. Tvoří ho tři obce.

## Obce kantonu
- Lattes
- Palavas-les-Flots
- Pérols